# 290. Infanterie-Division (Wehrmacht)
Die 290. Infanterie-Division war ein Großverband des Heeres der deutschen Wehrmacht im Zweiten Weltkrieg.

## Geschichte

### Aufstellung
Die Division wurde am 6. Februar 1940 innerhalb der 8. Aufstellungswelle in Munster im Wehrkreis X (Hamburg) unter Hinzuziehung von drei Bataillone der 1. Aufstellungswelle, zwei der 2. Aufstellungswelle und einem Bataillon der 3. Aufstellungswelle aufgestellt. Bis Ende April 1940 erfolgte die Ausbildung der Division.

### Westfeldzug
Ab Mitte Mai nahm die Division im Rahmen des Westfeldzugs am Vormarsch durch Belgien nach Frankreich teil. Das Infanterie-Regiment 501 durchbrach im gleichen Monat die Weygand-Linie. Sie war maßgeblich an der Einnahme von Soissons beteiligt. In der Zeit von Mai bis Anfang Juni 1940 verlor die Division fast 1300 Soldaten.

### Atlantikwall
Ab Oktober 1940 bis Februar 1941 lag der Verband an der Atlantikküste.

### Verlegung nach Ostpreußen
Im März 1941 wurde die Division nach Ostpreußen verlegt und blieb dort bis Juli 1941. 

### Unternehmen Barbarossa
Die Division unterstützte im Juni 1941 die 8. Panzer-Division bei der Einnahme von Jurbarkas. Bei der Einnahme von Dünaburg eingesetzt, der Schlacht um das Baltikum und der Schlacht an der Luga, verschob die Einheit bis in den Raum Sebesch. Anfang 1942 durchbrach eine sowjetische Großoffensive die Front der Division am südlichen Ufer des Ilmensees, wodurch die Bahnverbindung nach Schimsk, Ostaschkow im Bereich des II. Armeekorps unterbrochen wurde. Im Juni 1942 hatte die Division noch die Panzergruppe 4, später 4. Panzerarmee, am Memel-Übergang unterstützt. Ab August 1942 kam es zu ersten Kämpfen am Ilmensee.

### Umgliederung
Im Winter 1942/43 wurde die Division umgegliedert und jeweils ein Bataillon der Infanterie-Regimenter aufgelöst.

### Demjansk
Bis März 1942 folgten Kämpfe am Ilmensee und anschließend bis Februar 1943 der Einsatz im Kessel von Demjansk. Nach Räumung des Kessels von Demjansk im März 1943 bezog die fast vollständig aufgeriebene Division Stellungen im Raum Staraja Russa. 

### Auffrischung
Anschließend folgte für zwei Monate zur Auffrischung die Verlegung in den Raum Dedowitschi (Dno).
Wieder der 16. Armee unterstellt, folgten von Juni bis November 1943 Kämpfe am Ladogasee mit der Teilnahme an der Dritten Ladoga-Schlacht von Juli bis September 1943. Im Dezember 1943 verlegte die Division in den Raum Newel an der Nahtstelle zur Heeresgruppe Mitte. Durch die erheblichen Verluste war die Division bis auf sechs Grenadier-Bataillone geschrumpft und hatte die Panzereinheiten zusammenlegen müssen. Dort kämpfte die Division bis Februar 1944 und kam über Idriza von März bis Juni 1944 in den Raum von Polozk. Ende Juni kam die Einheit bei der Kesselschlacht von Witebsk zum Einsatz.

### Kurland
Im September 1944 stand die Division in Lettland und wurde ab Oktober 1944 nach Kurland zurückgedrängt. Im Kurland-Kessel verblieb die Einheit bis Kriegsende, wurde fast vollständig aufgerieben.
Einen Teil des Divisionsfriedhofs in Džūkste (deutsch Siuxt) konnte der Volksbund Deutsche Kriegsgräberfürsorge 1996 restaurieren.

### Kapitulation
Die Reste der Einheit gingen als Kampfgruppe 290 in sowjetische Kriegsgefangenschaft.

## Gliederung und Unterstellung
Bei ihrer Aufstellung bestand die 290. Infanterie-Division aus
- dem Infanterie-Regiment 501 (drei Bataillone) mit Personal aus einem Bataillon des Infanterie-Regiments 208 (Koblenz) von der 79. Infanterie-Division und einem des infanterie-Regiments 469 (Hamburg) der 269. Infanterie-Division,
- dem Infanterie-Regiment 502 (drei Bataillone) mit Personal aus einem Bataillon des Infanterie-Regiments 220 (Rendsburg) von der 58. Infanterie-Division und einem des infanterie-Regiments 39 (Mülheim) der 26. Infanterie-Division,
- dem Infanterie-Regiment 503 (drei Bataillone) mit Personal aus dem Stab des Infanterie-Regiments 64 (Soest) und einem Bataillon des Infanterie-Regiments 64 (Bielefeld) von der 16. Infanterie-Division und einem des infanterie-Regiments 37 (Osnabrück) der 6. Infanterie-Division,
- dem Artillerie-Regiment 290 aus Abteilungsstäben der 6. Infanterie-Division und
- Divisionseinheiten 290.

Im Herbst 1944 wurde die Division erneut umgegliedert. Das Grenadier-Regiment 503 (das vormalige Infanterie-Regiment 503) wurde aufgelöst. Zusätzlich wurde ein Bataillon des Artillerie-Regiments 290 ebenfalls aufgelöst.
| Datum                          | Korps    | Armee                   | Heeresgruppe | Einsatzraum    |
| ------------------------------ | -------- | ----------------------- | ------------ | -------------- |
| Mai 1940                       | –        | –                       | OKH          | bei Münster    |
| Juni 1940                      | XVIII.   | 9. Armee                | B            | Frankreich     |
| Juli/August 1940               | XI.      | 4. Armee                | B            | Frankreich     |
| September/Oktober 1940         | XI.      | 6. Armee                | B            | Atlantikküste  |
| November 1940                  | XI.      | 6. Armee                | D            | Atlantikküste  |
| Dezember 1940 bis Februar 1941 | XXV.     | 6. Armee                | D            | Atlantikküste  |
| März 1941                      | z. b. V. | 18. Armee               | B            | Ostpreußen     |
| April 1941                     | I.       | 18. Armee               | B            | Ostpreußen     |
| Mai 1941                       | I.       | 18. Armee               | C            | Ostpreußen     |
| Juni 1941                      | I.       | 18. Armee               | Nord         | Ostpreußen     |
| Juli 1941                      | LVI.     | 4. Panzerarmee          | Nord         | Sebesch        |
| August/Dezember 1941           | X.       | 16. Armee               | Nord         | Ilmensee       |
| Januar bis März 1942           | X.       | 16. Armee               | Nord         | Ilmensee       |
| April bis Dezember 1942        | II.      | 16. Armee               | Nord         | Demjansk       |
| Januar/Februar 1943            | II.      | 16. Armee               | Nord         | Demjansk       |
| März 1943                      | X.       | 16. Armee               | Nord         | Staraja Russa  |
| April/Mai 1943                 |          | z. b. V. (Auffrischung) | Nord         | Dno            |
| Juni bis November 1943         | XXVI.    | 16. Armee               | Nord         | Ladogasee      |
| Dezember 1943 bis Januar 1944  | I.       | 16. Armee               | Nord         | Newel          |
| Februar 1944                   | XXXXIII. | 16. Armee               | Nord         | Idriza         |
| März/Juni 1944                 | X.       | 16. Armee               | Nord         | Polozk         |
| Juli/September 1944            | I.       | 16. Armee               | Nord         | Lettland       |
| Oktober 1944                   | L.       | 16. Armee               | Nord         | Kurland-Kessel |
| November 1944                  | VI. SS   | 16. Armee               | Nord         | Kurland-Kessel |
| Dezember 1944                  | XXXVIII. | 16. Armee               | Nord         | Kurland-Kessel |
| Januar 1945                    | L.       | 16. Armee               | Nord         | Kurland-Kessel |
| Februar 1945                   | I.       | 18. Armee               | Kurland      | Kurland-Kessel |
| März 1945                      | II.      | 18. Armee               | Kurland      | Kurland-Kessel |

## Kommandeure
| Datum              | Dienstgrad                          | Name                                                                                         |
| ------------------ | ----------------------------------- | -------------------------------------------------------------------------------------------- |
| Februar 1940       | Generalmajor/Generalleutnant        | Max Dennerlein                                                                               |
| 8. Juni 1940       | Generalmajor/Generalleutnant        | Theodor Freiherr von Wrede                                                                   |
| 19. September 1940 | Generalmajor                        | Helge Auleb (mit der Führung beauftragt)                                                     |
| 14. Oktober 1940   | Generalleutnant                     | Theodor Freiherr von Wrede                                                                   |
| 1. Mai 1942        | Oberst/Generalmajor/Generalleutnant | Konrad-Oskar Heinrichs                                                                       |
| 1. Februar 1944    | Generalmajor                        | Gerhard Henke                                                                                |
| Juni 1944          | Oberst                              | Rudolf Goltzsch                                                                              |
| 18. August 1944    | Generalleutnant                     | Bruno Ortner (Vertretung für Oberst Hans-Joachim Baurmeister)                                |
| 19. September 1944 | Oberst/Generalmajor                 | Hans-Joachim Baurmeister (mit der Führung beauftragt, ab November 1944 regulärer Kommandeur) |
| 25. April 1945     | Generalmajor                        | Carl Henke                                                                                   |
| 27. April 1945     | Generalleutnant                     | Bruno Ortner                                                                                 |

## Bekannte Divisionsangehörige
- Hans Sottorf: von 1939 bis Juli 1941 Bataillonskommandeur im Infanterie-Regiments 502
- Willy Johannmeyer: von 1939 bis April 1940 Führer des Nachrichtenzuges beim Infanterie-Regiment 503, anschließend Kompaniechef und später bis März 1944 Bataillonschef; für seinen Einsatz mit dem Eichenlaub zum Ritterkreuz ausgezeichnet
- Johannes Mayer: von Februar 1940 bis März 1942 Kommandeur des Infanterie-Regiments 501; für seinen Einsatz 1941 mit dem Ritterkreuz ausgezeichnet
- Günther Pröhl: erhielt als Führer der Panzer-Jäger-Abteilung 290 Anfang 1942 für seinen Einsatz das Ritterkreuz verliehen
- Diedrich Lilienthal: von Mitte 1941 bis zu seinem Tod im August 1944 in der 1. Kompanie der Panzerjäger-Abteilung 290; für seinen Einsatz 1943 mit dem Ritterkreuz ausgezeichnet
- Theobald Lieb: von Juni 1941 bis November 1941 stellvertretender Kommandeur der Division
- Heinrich Nickel: von September 1941 bis April 1943 Kommandeur des Infanterie-Regiments 502
- Hinrich Warrelmann: von April 1943 bis November 1944 Kommandeur des Infanterie-Regiments 502; für seinen Einsatz mit dem Eichenlaub zum Ritterkreuz ausgezeichnet
- Lothar Freutel: von Oktober 1943 bis zu seinem Tod im Februar 1944 Kommandeur des Infanterie-Regiments 503